# Ciasih
Ciasih is een bestuurslaag in het regentschap Kuningan van de provincie West-Java, Indonesië. Ciasih telt 553 inwoners (volkstelling 2010).